# Aeroporto de Ji-Paraná
O Aeroporto de Ji-Paraná – José Coleto (IATA: JPR, ICAO: SBJI) é um aeroporto que atende a cidade de Ji-Paraná. O Aeroporto José Coleto já foi servido por aeronaves da VASP, VARIG e por aeronaves da TAM e OceanAir Atualmente, o transporte aéreo é realizado pela Azul Linhas Aéreas com dois voos semanais para Cuiabá e com um voo semanal para Porto Velho, operado por sua subsidiária Azul Conecta.
Desde o final de 2021 opera por instrumentos no sistema RNAV, uma tecnologia de navegação que possibilita ao piloto uma aproximação mais segura, baseada não somente por referências visuais, mas também nos instrumentos da aeronave e na pista, e nos procedimentos certificados. Com isso, fica possível a realização de pousos e decolagens em condições meteorológicas adversas, em atenção às recomendações da ANAC para homologação da Certificação de Operação por Instrumento (IFR), o Certificado Operacional de Aeroporto autoriza que o Aeroporto de Ji-Paraná passe a ser utilizado por qualquer aeronave compatível com o código de referência 3C, o que inclui os modelos com capacidade para transportar até 189 passageiros, os mais utilizados pela aviação civil.
Foram realizadas a expansão da faixa da pista, que saltou de 75 para 140 metros a área operacional; a instalação de Papis – balizamento; implantação de seis quilômetros de cerca em torno da pista; sinalização horizontal e vertical, correção de desníveis e terraplanagem; reajuste nas dimensões das Resas (runway end safety area) – área de taxiamento, que ficam nas cabeceiras da pista, que saltou de 60 para 90 metros e melhorias na pista com 1.800 metros de extensão e 45 de largura. (A.I.)

## Características
- Endereço: Avenida Brasil (vulgo 'Estrada do Aeroporto'), 8930.
- Latitude: 10º52'14
- Longitude: 61º50'48
- Comprimento (m): 1.800 x 45
- Piso: A
- Sinalização:[2]
  - VFR diurno: Sim
  - VFR noturno: Sim
  - IFR diurno: Sim
  - IFR noturno: Sim
- Superfície: Asfalto

## Investimentos
Em 24 de março de 2017, durante uma visita técnica ao Aeroporto, o secretário de Aviação Civil Dario Rais Lopes garantiu que os recursos para a construção do novo terminal de embarque e desembarque de passageiros estão garantidos. No próximo mês de maio os técnicos da SAC farão uma avaliação do projeto de execução do terminal, após esta avaliação serão disponibilizados R$ 8 milhões para que o governo do Estado abra o processo licitatório.
O projeto do aeroporto será dividido em duas fases. A primeira etapa será a construção do novo terminal, com área de aproximadamente 2 mil metros quadrados. A segunda etapa é a ampliação da pista de pouso e decolagem e outras benfeitorias. O projeto todo está orçado em R$ 30 milhões. Esta segunda etapa depende ainda de um processo de desocupação de uma área próxima ao Aeroporto que está sendo tratado junto a Aeronáutica e ao Ministério da Defesa.
Durante a pandemia pela Covid-19, o Aeroporto José Coleto ficou fechado de março de 2020 à julho de 2021. Durante o período, foi realizada uma série de investimentos no sítio aeroportuário do Aeroporto José Coleto. Foi feita a expansão da faixa da pista, que saltou de 75 para 140 metros; a remoção das residências na área operacional; a instalação de Papis – balizamento; implantação de seis quilômetros de cerca em torno da pista; sinalização horizontal e vertical, correção de desníveis e terraplanagem; reajuste nas dimensões das Resas (runway end safety area) – área de taxiamento, que ficam nas cabeceiras da pista, que saltou de 60 para 90 metros e melhorias na pista com 1.800 metros de extensão e 45 de largura.
Como resultado destes investimentos, o Aeroporto José Coleto recebeu certificação da ANAC para operação por instrumentos através da Portaria Nº 5942, de 16 de setembro de 2021, concedendo certificação por instrumentos na Categoria 3C, para aeronaves de até 189 passageiros.
O próximo passo consiste na construção de um novo terminal de passageiros (TPS). A criação do projeto, ao custo de R$ 764.840,58, prevê Estudos de Campo, Projeto de Infraestrutura e Projeto de Edificações. Será executado pela Empresa Brasileira de Infraestrutura Aeroportuário (INFRAERO), que tem o prazo de 210 dias corridos, ou seja, até o mês de outubro de 2022, para conclusão do projeto. O Poder Executivo estadual e a direção-geral do Departamento Estadual de Estrada de Rodagem e Transportes (DER) reuniram-se em Brasília (DF) com a equipe técnica do Ministério da Infraestrutura (MInfra) e renovaram a validade do Termo de Compromisso nº 008/2017 até março de 2025. O Governo Federal disponibilizou o valor de R$ 10.490.030,67, com contrapartida do Governo de Rondônia de R$ 687.138,70, totalizando R$ 11.177.169,37 para a realização das obras. O projeto contemplará o Aeroporto José Coleto com um Terminal de Passageiros (TPS) modelo M2; mobiliário e equipamentos do TPS; Ajustes do Sistema Viário de acesso ao TPS; estacionamento de veículos e Serviços Complementares do Aeroporto (SBJI). 

## Movimento
Em 2011, o aeroporto chegou a movimentar 121.715 passageiros. Por conta de uma reforma realizada na pista em 2013, o Aeroporto José Coleto teve que ficar fechado por 6 meses. Antes da reforma, o aeroporto chegou a receber cinco voos diários. Durante o fechamento, a cidade perdeu todos os voos regulares, e posteriormente voltou a receber apenas um único voo com aeronave turbo-hélice ATR-72, com capacidade para 70 passageiros. Nesse período, o Aeroporto de Ji-Paraná deixou de ser o segundo mais movimentado do Estado de Rondônia, ficando atrás do Aeroporto Capital do Café, localizado em Cacoal.
A partir de 2018 retornaram as operações com aeronaves a jato em Ji-Paraná, com o Embraer 195 com capacidade para 118 passageiros. Desde então, o Aeroporto de Ji-Paraná retornou ao posto de segundo mais movimentado no estado. Em 2020, a pandemia pelo covid-19 encerrou as operações no aeroporto no mês de março, resultando em uma grande queda no movimento de passageiros. A partir de julho de 2021, o aeroporto voltou a receber voos regulares para Cuiabá, com aeronave a jato, recuperando seus indicadores e mantendo boa taxa de ocupação nos voos.
Em 4 de abril de 2022 inicia-se os voos diários entre Ji-Paraná e a capital do estado, Porto Velho, através da variante regional da Azul Linhas Aéreas, denominada "Azul Conecta". O voo é realizado em aeronave monomotora turbohélice Cessna 208 Caravan, com capacidade para 2 tripulantes e 9 passageiros. 
em 2023 a companhia Aérea reduziu seu numero de voos.E também em 2023 0 aeroporto recebeu serviços da Infraero.
| Ano  | Passageiros | Variação |
| 2021 | 34.605      | 133,1%   |
| 2020 | 14.844      | 78,9%    |
| 2019 | 70.413      | 10,4%    |
| 2018 | 63.745      | 65,5%    |
| 2017 | 38.516      | 6,8%     |
| 2016 | 36.034      | 4,2%     |
| 2015 | 37.622      | 8,6%     |
| 2014 | 41.180      | 40,8%    |
| 2013 | 69.667      | 40,5%    |
| 2012 | 117.162     | 3,7%     |
| 2011 | 121.715     | 21,1%    |
| 2010 | 100.581     | 44,4%    |
| 2009 | 69.594      | 3,9%     |
| 2008 | 72.462      | 41,2%    |
| 2007 | 51.317      | 38,6%    |
| 2006 | 37.015      | 175,6%   |
| 2005 | 13.428      | Estável  |

### Principais origens e destinos
Segundo dados do Anuário de Transporte Aéreo de 2010, as principais origens e destinos de voos chegando e partindo de Ji-Paraná foram:
| Rank | Cidade                    | Passageiros |
| ---- | ------------------------- | ----------- |
| 1    | Cuiabá, Mato Grosso       | 32.584      |
| 2    | Porto Velho, Rondônia     | 6.925       |
| 3    | Ribeirão Preto, São Paulo | 3.482       |
| 4    | Goiânia, Goiás            | 2.836       |
| 5    | São Paulo, São Paulo      | 2.638       |
| 6    | Vilhena, Rondônia         | 1.371       |

| Rank | Cidade                    | Passageiros |
| ---- | ------------------------- | ----------- |
| 1    | Cuiabá, Mato Grosso       | 33.865      |
| 2    | Porto Velho, Rondônia     | 5.097       |
| 3    | Ribeirão Preto, São Paulo | 3.395       |
| 4    | Goiânia, Goiás            | 2.605       |
| 5    | Vilhena, Rondônia         | 2.358       |
| 6    | São Paulo, São Paulo      | 2.314       |